# Musée Clarence-Bicknell
Le musée Clarence-Bicknell, est un peu caché. Au 39 de la via Romana à Bordighera, qui est parfois indiqué comme son adresse officielle, il y a une grande villa qui est le siège de l’Institut International des Études Ligures. Juste à droite il y a une ruelle appelée via Clarence Bicknell qui amène au jardin et au musée Clarence Bicknell. L'édifice fait partie des biens protégés par la Surintendance pour les biens architecturaux et les paysages de la Ligurie.

## Historique
Clarence Bicknell a été le premier à effectuer une étude systématique et complète des gravures rupestres du Mont Bégo et il collecta dessins, notes, plâtres, photographies publiés dans les volumes de la Société linguistique. Ses études de la botanique et de la flore locale ont été publiées dans son livre Flora of Bordighera and San Remo or a catalogue of the wild plants growing in western Liguria in the area bounded by the outer watersheds of the Arma and Nervia torrents.
Les résultats de cette passion peuvent s’observer dans le Musée Bicknell à Bordighera. Le bâtiment rectangulaire présente une entrée couverte par un porche à l’allure romaine et a été construit par l’architecte anglais Clarence Trait. L’intérieur s’inspire d’une typique église Anglicane, on peut y noter une sorte de podium qui, au lieu de servir au pasteur pour ses sermons, sert pour toutes sortes de présentations académiques.
Le musée contient la bibliothèque de Clarence Bicknell et l’on peut y consulter près de 85.000 livres, 3.000 magazines traitant de l’art et de l’histoire locales, 14.000 gravures ainsi que la collection de papillons personnelle de Clarence Bicknell, réputée pour être encore aujourd’hui l’une des meilleures d’Europe.
À la mort de Bicknell, le fils de sa sœur, Edward Elhanan Berry, hérita du musée. Il ajouta à la collection de son oncle toutes les informations qu’il récolta dans sa vie. Le fruit de sa passion se trouve aujourd’hui dans l’institut International des Études Ligures, qui se trouve dans la même enceinte, et dans un livre publié en 1931 « At the western gate of Italy » que lui-même définit comme un morceau de l’histoire, de l’art et de l’architecture de l’ouest de la Riviera italienne.

## Les jardins
Bien que l’édifice lui-même s’intègre bien dans le paysage environnant, ce qui apparait comme bien plus étrange est le Ficus Magnolioide géant planté devant l’entrée. Cet arbre à figues originaire de l’Océanie dont le nom commun est « Banyan Tree » s’est adapté très bien au climat local, il est à présent haut de 21 mètres pour 8,6 mètres de circonférence et il a détruit une grande partie des objets et des plantes qui l’entouraient, allant même jusqu’à arracher l’ancienne grille d’entrée. Le Ficus fait partie de la liste élaborée, par le Corpo Forestale delle Stato, qui rassemble les arbres monumentaux d'Italie.

## Galerie Photographique

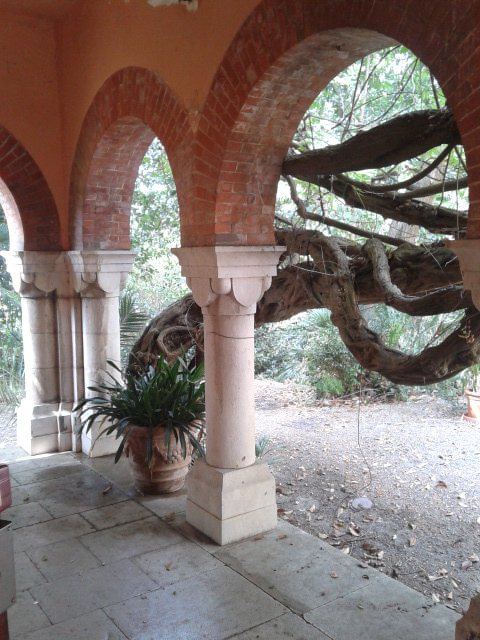
Loggiato e Glicine al museo Bicknell
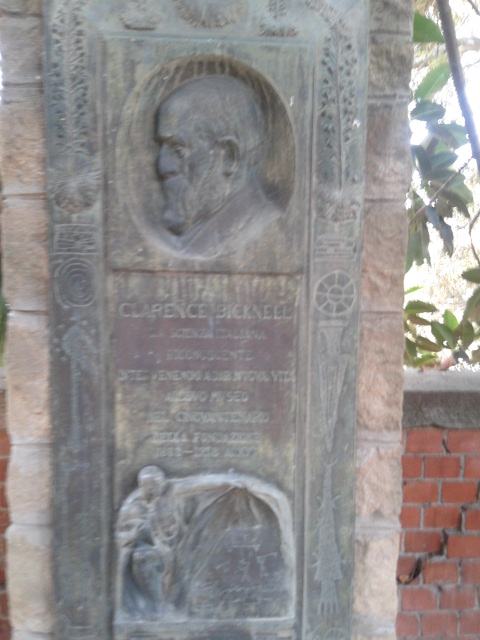
Monument à Clarence Bicknell
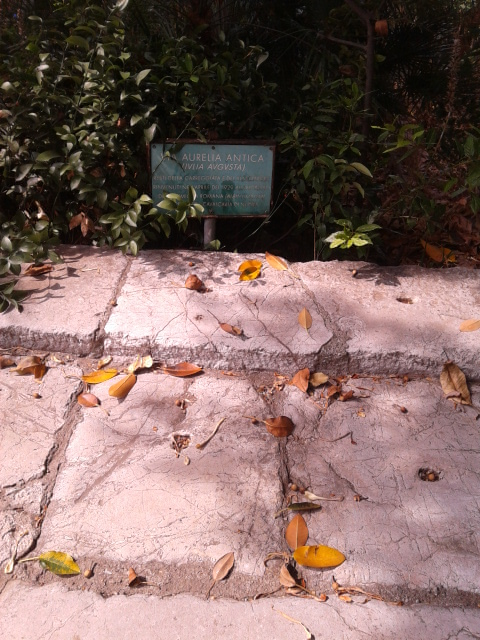
Ancienne "Via Augusta" dans le jardin du musée Bicknell
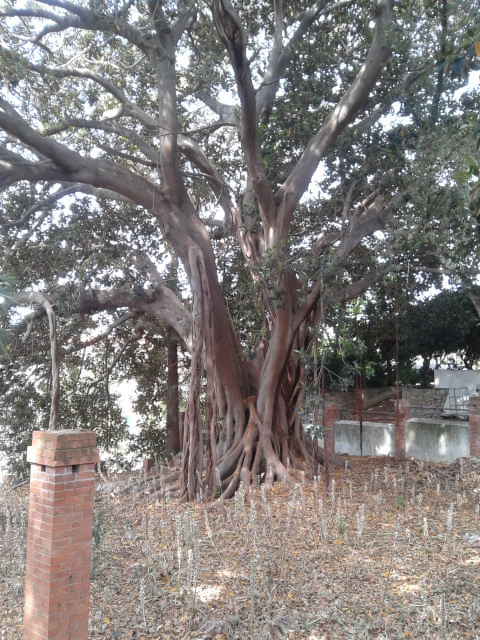
L'autre Ficus Magnolia du musée Bicknell
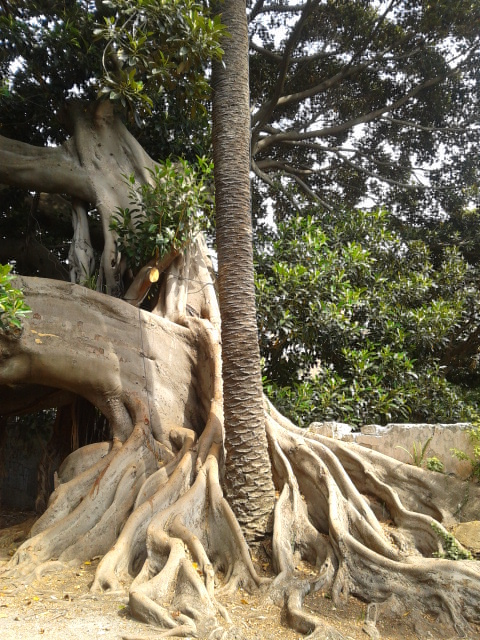
Ficus Magnolia enlaceant un palmier
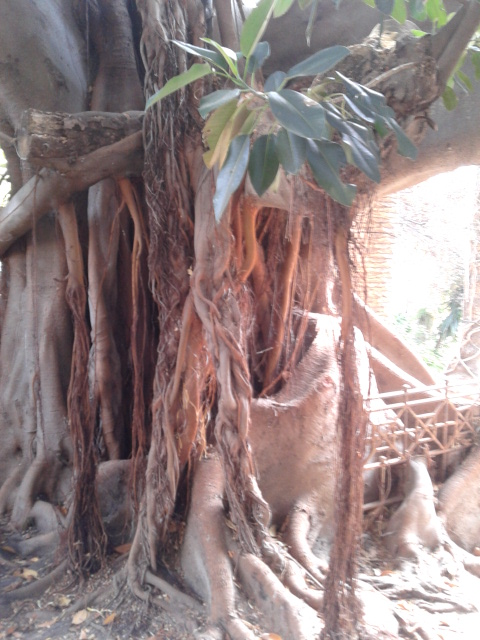
Ficus Magnolia absorbant la vieille grille d'entrée
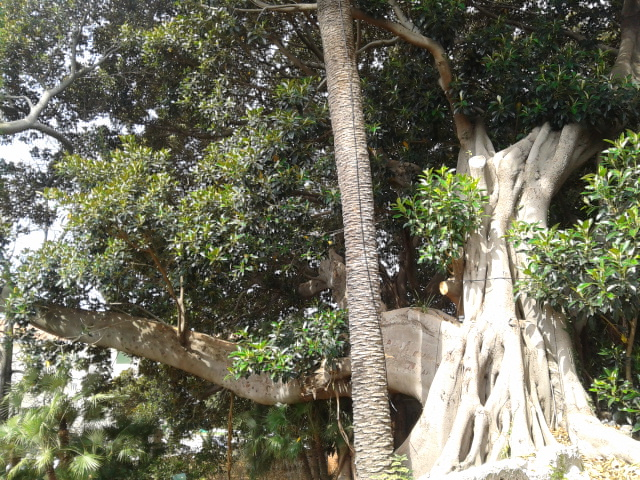
Ficus Magnolia détail des branches